# Новый Бор 1-й
Новый Бор 1-й — деревня в Любытинском районе Новгородской области России. Входит в состав Любытинского сельского поселения.

## История
Указом Президиума Верховного Совета РСФСР от 3 декабря 1953 года деревня Гольчиха переименована в Новый Бор.
Постановлением Новгородской областной думы от 30 мая 2007 г. № 240-ОД деревня Новый Бор (территория бывшего Шереховичского сельсовета) переименована в деревню Новый Бор 1-й.
Переименование утверждено в 2011 г.

## Население
| 2010 |
| ---- |
| 0    |